# みやぎ台 (船橋市)
みやぎ台（みやぎだい）は、千葉県船橋市の地名。現行行政地名はみやぎ台一丁目からみやぎ台四丁目。郵便番号274-0804。

## 地理
昭和40年代から昭和50年代にかけて開発された住宅地が多く、特に二丁目から四丁目にかけては三井不動産が開発した経緯もあり落ち着いた町並みが広がるが、駅からはいずれの最寄駅からも遠い。

## 歴史
1981年（昭和56年）に三咲町と八木が谷町の各一部について住居表示実施に伴い町名が改正され、旧三咲台自治会（現在の二〜四丁目の大半）と八木が谷住宅（現在の一丁目のほとんど）の大半がみやぎ台となった。

### 地名の由来
「三咲」と「八木が谷」の合成地名である。

## 世帯数と人口
2017年（平成29年）11月1日現在の世帯数と人口は以下の通りである。
| 丁目           | 世帯数    | 人口    |
| -------------- | --------- | ------- |
| みやぎ台一丁目 | 310世帯   | 775人   |
| みやぎ台二丁目 | 276世帯   | 670人   |
| みやぎ台三丁目 | 250世帯   | 589人   |
| みやぎ台四丁目 | 344世帯   | 714人   |
| 計             | 1,180世帯 | 2,748人 |

## 小・中学校の学区
市立小・中学校に通う場合、学区は以下の通りとなる。
| 丁目           | 番地             | 小学校                   | 中学校                 |
| -------------- | ---------------- | ------------------------ | ---------------------- |
| みやぎ台一丁目 | 全域             | 船橋市立八木が谷小学校   | 船橋市立八木が谷中学校 |
| みやぎ台二丁目 | 全域             | 船橋市立八木が谷小学校   | 船橋市立八木が谷中学校 |
| みやぎ台三丁目 | 全域             | 船橋市立八木が谷小学校   | 船橋市立八木が谷中学校 |
| みやぎ台四丁目 | 1～20番 25～27番 | 船橋市立八木が谷小学校   | 船橋市立八木が谷中学校 |
| みやぎ台四丁目 | 21～24番 28番    | 船橋市立八木が谷北小学校 | 船橋市立八木が谷中学校 |

## 交通
最寄駅は京成電鉄松戸線三咲駅または二和向台駅。
町内を千葉県道57号千葉鎌ヶ谷松戸線が通る。

## 施設
- 船橋市八木が谷児童ホーム - 船橋市みやぎ台一丁目7番1号
- 安藤小児科医院 - 船橋市みやぎ台二丁目2-23
- 前田歯科医院 - 船橋市みやぎ台二丁目4-18
- 田中歯科医院 - 船橋市みやぎ台三丁目4-18
- 英進幼稚園 - 船橋市みやぎ台三丁目10-10